# 瓦庫爾島戰役
瓦庫爾島戰役（英語：Battle of Valcour Island）是1776年美國獨立戰爭時期、英國與美國在尚普蘭湖的一場戰事。
1776年6月，大陸軍被英國軍隊逐出英屬魁北克省，回到尚普蘭湖南部堡壘防守。在接著數個月，英國及大陸軍都忙於建造船艦，以及偵察敵情。直到1776年10月，魁北克省總督蓋伊·卡爾頓爵士終於派軍艦南侵，雙方艦隊在10月11日於瓦庫爾島西部水峽相遇。
大陸軍艦隊雖有風向之利，而又獲瓦庫爾島掩護左翼，惟戰力始終比較皇家英國海軍遜色，加上艦隊右翼遭到英國陸軍及易洛魁人以火槍射擊，使到美國軍隊損失嚴重。10月11日晚，殘餘的美國軍艦乘夜色掩護，成功穿過英國艦隊左翼的炮艇封鎖線。雖然英國艦隊在10月12日未有及時追擊，最終仍然趕上美國艦隊，迫使大量美國軍人棄船上岸而逃。美國軍隊只有4艘軍艦成功撤走。
瓦庫爾島戰役結束後，美國喪失攻打加拿大的軍事力量，而英國則重奪尚普蘭湖的控制權。當時美國在紐約戰場遭受重創，英軍若從尚普蘭湖一舉南下，則美國革命有瓦解之憂。不過卡爾頓為免在寒冬南征，而把軍隊撤回聖讓恩堡及魁北克各地過冬。要到1777年，英軍才發動薩拉托加戰役南侵。
另外，瓦庫爾島戰役也被美國海軍視為其參與的第一場水上戰鬥。事緣戰鬥結束後兩日，第二次大陸會議便決議成立大陸海軍，是為美國海軍的前身組織。在戰事沉沒的費城號炮艇，於1935年被打撈出水，及獲列為美國國家史蹟名錄及美國國家歷史名勝。

## 背景及雙方部署
1776年6月8日，大陸軍在三河市之戰落敗，被迫撤出蒙特利爾。當時英國已有超過10,000名正規軍及黑森僱傭兵，從海路增援英屬魁北克省。英國不但可以固守加拿大的殖民地，更可沿尚普蘭湖南下，協助鎮壓北美十三州的叛亂，特別是第二次大陸會議於同年7月4日通過美國獨立宣言，宣佈十三州獨立為美利堅合眾國，斷絕與英國宗主國之關係。
不過，魁北克省總督蓋伊·卡爾頓爵士卻無法即時南侵。事緣大陸軍撤回尚普蘭湖時，班奈狄克·阿諾德下令摧毀所有可用的運輸艦艇，並且焚毀聖讓恩堡與附近的鋸木廠。由於尚普蘭湖兩側道路不通，而聖勞倫斯河的軍艦又無法通過黎塞留河，英國軍隊便沒有艦艇可運兵南下。

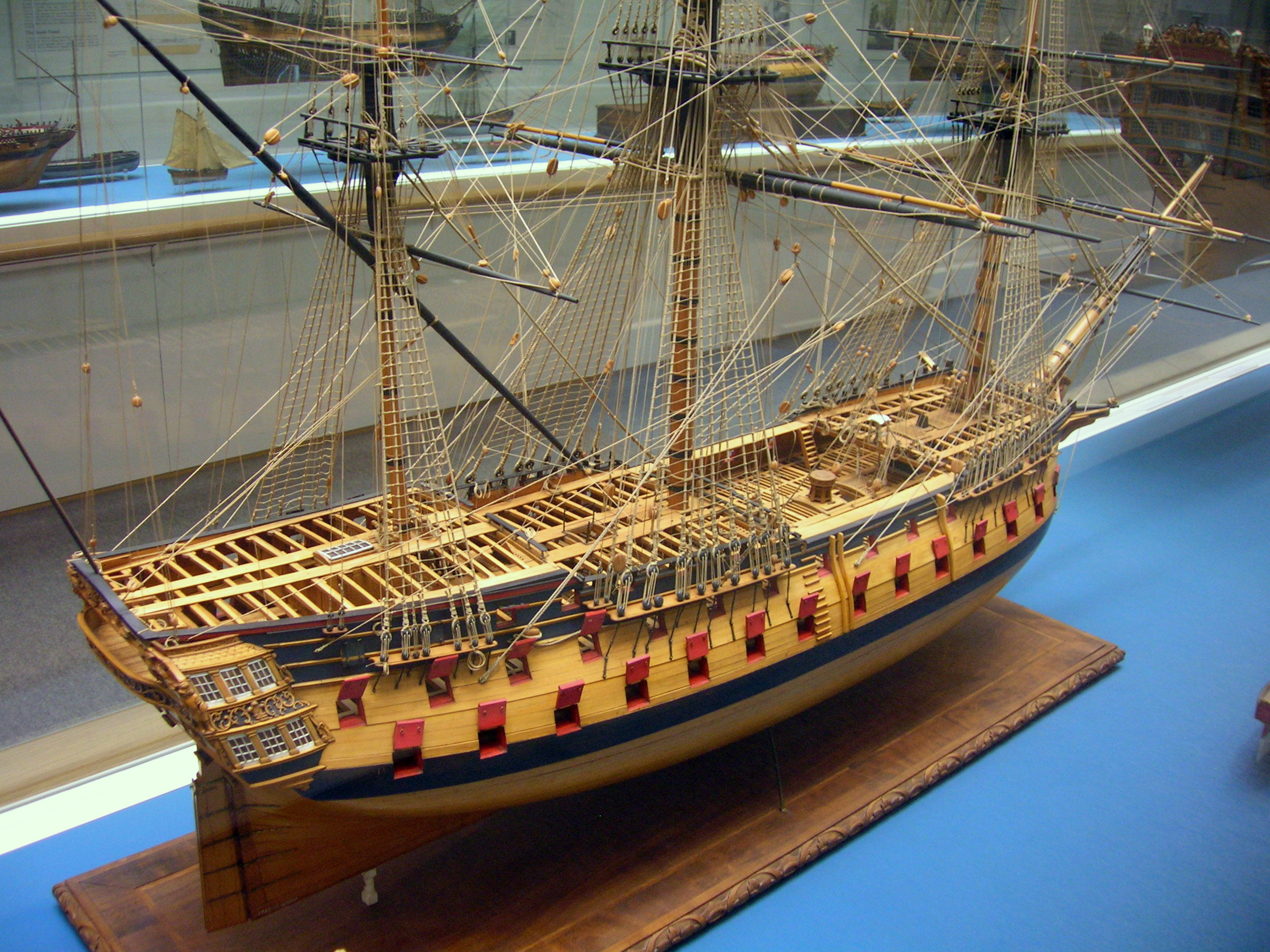
雷神號（或其同級艦）船模

1776年7月至10月期間，英美雙方都在尚普蘭湖建造艦艇，並派斥候部隊進入對方境內收集情報。卡爾頓預早於1775年11月向英國本土訂造軍艦的預製組件，到1776年7月已有10艘抵達，並開始在聖讓恩堡以南的船塢組裝。時至10月，英軍在尚普蘭湖共有25艘主力軍艦，包括小型風帆戰船不屈號（HMS Inflexible，18門12磅炮）、雷神號（HMS Thunderer，6門24磅炮、6門12磅炮及2門榴彈砲）；雙桅縱帆船瑪莉亞號（HMS Maria，14門炮）、卡爾頓號（HMS Carleton，12門炮）、忠信號（HMS Loyal Convert，6門炮）；以及20艘單桅小型炮艇（2門炮）。
至於美國方面，大陸軍在退回尚普蘭湖後，改由霍雷肖·蓋茨少將指揮。蓋茨將9,000至10,000名士兵佈防於提康德羅加堡四周，僅留下300名士兵在皇冠岬堡。蓋茨在史堅尼斯布鎮（Skenesborough，今紐約州白廳）大量建造船塢，並到處招募造船木匠，又從後方購買相應木材。到7月底，史堅尼斯布已經有超過200座船塢，所有下水的船隻會再到提康德羅加堡整裝。蓋茨又特別委派阿諾德監督造船工作，因為阿諾德有多年航海經驗。美軍的造船進度在8月因疫病而有所延誤，但影響有限。
8月阿諾德開始指揮部分軍艦到尚普蘭湖北部巡航，以試探英軍實力。艦隊遭到英軍哨站開炮示警，便即時向後撤退。到9月30日，阿諾德有感英軍行動在即，決定再帶艦隊到尚普蘭湖巡航。阿諾德的艦隊共有20艘軍艦，包括打撈再用的雙桅縱帆船皇家野人號（Royal Savage，12門炮）、企業號（12門炮）、復仇號（8門炮）、自由號（8門炮，沒有參戰）；槳帆船國會號（旗艦，8門炮）、莊柏號（Trumbull，10門炮）、華盛頓號（10門炮）；獨桅快船李號（6門炮）；以及裝有3門火炮的平底船炮艇波士頓號、康涅狄格號、澤西號、紐黑文號、紐約號、費城號、普羅維登斯號及噴火號。
由於英美雙方實力懸殊，阿諾德只打算用艦隊拖延英軍，爭取更多備戰時間。為免遭到英軍正面擊破，阿諾德將艦隊佈置於瓦庫爾島與大陸之間的狹窄水峽。此法可縮窄雙方艦隊的戰線，從以減低英國軍艦的火炮打擊範圍，並且有利美國不熟水性的水手作戰。

## 艦隊炮戰

瓦庫爾島戰役的船艦動向圖。

一如阿諾德所料，10月初英軍開始行動。卡爾頓在10月7日下達行軍命令，而湯馬士·普林高上校則在10月9日帶領艦隊出征，並且謹慎行進。10月10日英國艦隊在美國艦隊北面24公里下錨停泊，但遭到瓦庫爾島遮擋視線，故此沒有察覺到美國艦隊。

10月11日，尚普蘭湖颳起西北偏北風，普林高由瓦庫爾島東面順風南下。阿諾德隨即派出皇家野人號及國會號離隊，以引誘英軍艦隊。當英軍發現美軍軍艦在西北方突然出現時，便逆風前來攻擊。而雙方在遠距交火不久，國會號及皇家野人號便試圖撤回陣列。逆風雖然有利阿諾德的艦隊防守，但沒有划槳的皇家野人號卻難以北上。結果皇家野人號在瓦庫爾島南部擱淺。不久英軍派出忠信號的士兵，一度俘虜了皇家野人號，卻遭到美軍炮艇猛烈攻擊，只好將皇家野人號焚毀，並帶走艦上俘虜。
另一方面，英軍嘗試派出不屈號、雷神號及瑪莉亞號等大型軍艦加入戰團，卻因逆風之故，難以操縱，遲遲未能進入射擊位置。下午12時30分，英國小型軍艦轉向完畢，雙方以舷側艦炮互相射擊，實力較弱的美軍即時陷入劣勢。復仇號遭到英軍重創，而費城號更在晚上6時30分沉沒。至於英軍則有卡爾頓號遭到擊中，造成8人死亡及8人受傷，重傷者包括該艦艦長詹姆士·戴克思。結果卡爾頓號要由見習軍官、日後的海軍上將愛德華·培柳指揮。英軍亦有一艘炮艇爆炸沉沒。
傍晚時分，不屈號終於完成轉向，其舷側火炮迅即迫使美軍向北撤退避險。為免美軍登陸逃走，英軍派出印第安士兵登陸，以遠距火槍騷擾美軍。不過天色入黑後，英國艦隊只能後撤補充彈藥，改派炮艇於瓦庫爾島南面組成封鎖線。

## 英軍追擊
炮戰結束後，大部分美軍軍艦都有受創，而且傷亡人數約有60多人。至於英軍則匯報有40人死傷。由於勝利無望，阿諾德下令艦隊以黑夜及霧氣掩護，沿著湖岸南行，再穿越英軍封鎖線的左翼缺口，最後趕往南方的皇冠岬堡。到10月12日早上，美國艦隊已經逃往南方，而英國艦隊則派哨艦搜尋美軍。
由於美軍艦隊受創，再加上艦隊要逆風而行，撤退速度一再拖慢。中途美軍停下搶修軍艦，其中普羅維登斯號及澤西號兩艘炮艇相繼鑿沉或焚毀，而李號也在途中被美軍放棄。下午2時美軍艦隊再次起行，但到10月13日早上，艦隊與皇冠岬堡的距離仍超過32公里，而英軍的追擊艦隊已開始逼近。當風向轉為順風時，英軍艦隊追上美軍艦隊，並向國會號及華盛頓號開火。華盛頓號最終向英軍投降，艦上110人被俘。阿諾德與部分美軍最終要提早上岸，棄船而去。逃走前阿諾德親自點火焚毀旗艦國會號，其他炮艇也大多擱淺毀棄。稍後阿諾德等200人安全返回皇冠岬堡，而艦隊只有莊柏號、紐約號、企業號及復仇號成功逃脫，其他船隻全部報銷。兩支部隊與運送補給的自由號會合後，返回提康德羅加堡。

## 後續影響

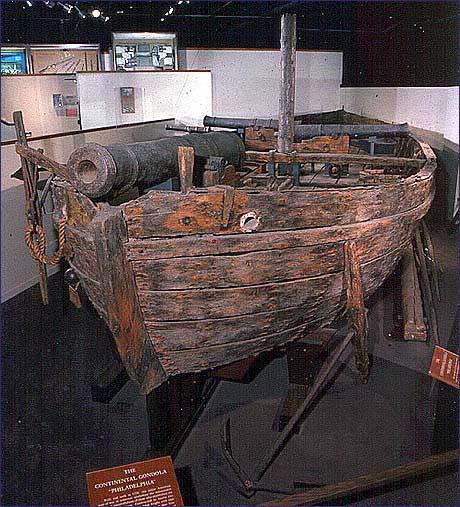
費城號炮艇在1776年10月於瓦庫爾島戰役後沉沒。到1935年，美國一名老兵發現費城號殘骸，並打撈出水。費城號後來被列入美國國家史蹟名錄及美國國家歷史名勝。

瓦庫爾島戰役後，美軍撤回提康德羅加堡，而阿諾德則將皇冠岬堡焚毀。至於卡爾頓則將俘獲美軍全數獲釋，一度動搖美軍軍心，使蓋茨要將該等士兵全數送返鄉間。
10月14日，英軍在皇冠岬堡登陸，及後一度迫近提康德羅加堡。然而10月20日下了冬季第一場雪，使卡爾頓擔憂補給線難以維持，最終決定撤回魁北克省。當時大陸軍在紐約戰場已經遭受重創，但卡爾頓卻無法南下支援，使英軍錯過重要時機。黑森僱傭兵領袖腓特烈·李德塞感嘆，若然英軍能夠提早一個月出征，則整場戰爭可能在1776年年底已經完結。英軍最終在1777年由約翰·伯戈因指揮軍隊南侵，卻在薩拉托加戰役慘敗投降。
另一方面，瑪莉亞號、不屈號及忠信號的艦長，齊聲指責普林高未有及時追擊，而且佈防不嚴，使美軍艦隊成功逃脫。然而普林高的仕途並未受損，後來更晉陞海軍上將。卡爾頓也獲英皇喬治三世頒授巴斯勳章，表揚戰功。
最後，瓦庫爾島戰役對阿諾德的將來有關鍵影響。由於大量遠征加拿大的文件都在國會號上焚毀，故此阿諾德無法向大陸議會出示消費單據。大陸議會以此為由向阿諾德進行審判，令到阿諾德極為失望。阿諾德最終叛變投靠英國。